# Kurt Rebmann
Kurt Rebmann (ur. 30 maja 1924 w Heilbronn, zm. 21 kwietnia 2005 w Stuttgarcie), prawnik niemiecki, prokurator generalny RFN.
Pracował jako prokurator w landzie Badenia-Wirtembergia. Obok prawa karnego zajmował się problematyką praw człowieka i obywatela, otrzymał tytuł profesora prawa. Prezydent Gustav Heinemann powołał go w skład komisji ds. reformy praw obywatelskich w RFN.
W 1977 został powołany na stanowisko prokuratora generalnego RFN w miejsce zamordowanego przez terrorystów Siegfrieda Bubacka. Pełnił funkcję przez 13 lat, osiągając w tym okresie sukcesy w walce z terrorystyczną Frakcją Czerwonej Armii. Po przejściu na emeryturę w 1990 został m.in. odznaczony Wielkim Krzyżem Zasługi RFN; na stanowisku prokuratora generalnego zastąpił go Alexander von Stahl.